# Hessebius major
Hessebius major är en mångfotingart som beskrevs av Folkmanova och Dobroruka 1960. Hessebius major ingår i släktet Hessebius och familjen stenkrypare. Inga underarter finns listade i Catalogue of Life.